# Ginásio Poliesportivo Deromí Melo
O Ginásio Poliesportivo Deromí Melo é um ginásio brasileiro, localizado em Crateús, Ceará. É onde o Crateús Esporte Clube manda suas partidas de Futebol de salão. Tornou-se nacionalmente conhecido por ter recebido Taça Brasil de Futsal de 2014, Sediada em Crateús .